# Ronnie Hellström
Ronnie Hellström (Malmö, 21 februari 1949 – 6 februari 2022) was een Zweeds voetballer die als doelman speelde.

## Biografie
Hellström brak door bij Hammarby IF en speelde tien jaar in Duitsland bij 1. FC Kaiserslautern. In 1988 maakte hij op negenendertigjarige leeftijd een kortstondige comeback bij GIF Sundsvall. Hellström was ook keeperstrainer bij onder meer Hammerby en Malmö FF.
Hij was lange tijd eerste doelman van het Zweeds voetbalelftal en nam deel aan de wereldkampioenschappen voetbal in 1970, 1974 en 1978. In 1974 werd Zweden vijfde. Hij nam tijdens de editie van 1978 in Argentinië deel aan de protesten van de Dwaze Moeders. In 1971 en 1978 werd hij Zweeds voetballer van het jaar.
Hellström overleed op 72-jarige leeftijd aan de gevolgen van slokdarmkanker.